# Ерміт гаянський
Ермі́т гаянський (Phaethornis rupurumii) — вид серпокрильцеподібних птахів родини колібрієвих (Trochilidae). Мешкає в Амазонії та на Гвіанському нагір'ї.

## Опис
Довжина птаха становить 9-11,5 см, вага 3,7 г. Довжина крила становить 4,5 см, хвоста 4,8 см, дзьоба 25 мм. Верхня частина тіла бронзово-зелена, верхня частина голови коричнювата, пера на ній мають рудувато-коричневі края. Через очі ідуть широкі чорнуваті смуги, над очима світлі "брови", за очима білі плями. Нижня частина тіла білувата, горло поцятковане чорними смужками з охристими краями, гузка біла. Крила чорнувато-фіолетові, нижні покривні пера крил білуваті або білувато-охристі. Хвіст чорнувато-бронзово-зелений з білим кінчиком, центральні стернові пера дещо видовжені. Дзьоб зверху чорний, знизу тілесного кольору з чорним кінчиком.

## Підвиди
Виділяють два підвиди:
- P. r. rupurumii Boucard, 1892 — крайній схід Колумбії, Венесуела, західна Гаяна, північ Бразильської Амазонії (зокрема, в долинах Ріу-Негру і Ріу-Бранку);
- P. r. amazonicus Hellmayr, 1906 — долина Амазонки (на схід від гирла Ріу-Негру), нижня течія Тапажоса.

## Поширення і екологія
Гаянські ерміти мешкають в Колумбії, Венесуелі, Гаяні і Бразилії. Вони живуть на узліссях вологих рівнинних тропічних лісів, у варзейських лісах (тропічних лісах у заплавах Амазонки і її притоків), трапляються у сезонно вологих і галерейних лісах, в чагарникових заростях, на річкових островах та у вторинних заростях. Зустрічаються на висоті до 500 м над рівнем моря. Живляться нектаром квітів в'юнких рослин і молодих дерев на галявинах, а також дрібними комахами. Самці гаянських ермітів часто збирають нектар невеликими групами. Вони часто співають, сидячи на гілці, на висоті від 0,5 до 1,3 м над землею. Гніздо має конічну форму, підвішуються за допомогою корінців і рослинних волокон до нижньої сторони пальмового, бананового, папоротевого або геліконієвого листа.